# Stephen Stills (Album)
Stephen Stills ist das erste Soloalbum des amerikanischen Rockmusikers Stephen Stills, der seit 1967 in den Gruppen Buffalo Springfield sowie Crosby, Stills, Nash (& Young) zu Ruhm gekommen war.

## Musikalischer Stil, Chartplatzierungen und Gäste
Nach dem Erfolg ihres Albums Déjà Vu (1970), das auf Platz 1 der US-LP-Charts stand, veröffentlichten alle vier Mitglieder von Crosby, Stills, Nash & Young Soloplatten. Während Neil Youngs Album After the Gold Rush auf Platz 8 der Billboard-Charts kam, David Crosbys If I Could Only Remember My Name... nicht über Platz 12 hinauskam und Graham Nash sich mit Songs For Beginners gar mit Platz 15 zufriedengeben musste, erreichte Stills’ Solo-Debüt Platz 3.
Das Album enthielt die Single Love the One You’re With, die es bis auf Platz 14 der US-Single-Charts schaffte (und auch die Top-40 in Großbritannien erreichte) und damit der bis heute größte Solo-Hit von Stephen Stills wurde. Daneben wurde noch das Stück Sit Yourself Down ausgekoppelt, das auf Platz 37 der US-Charts stieg.
Für sein Album konnte Stills eine ganze Reihe prominenter Gäste gewinnen: John Sebastian, David Crosby, Graham Nash, Rita Coolidge und „Mama“ Cass Elliot steuerten einige Vokal-Partien bei, Ringo Starr saß als „Richie“ bei zwei Stücken am Schlagzeug, Booker T. Jones an der Orgel, Eric Clapton spielte auf Go Back Home Gitarre und Jimi Hendrix dasselbe Instrument auf Old Times Good Times. Stephen Stills ist somit das einzige Album der Rockgeschichte, auf dem sowohl Hendrix als auch Clapton zu hören sind. Mit Stills selbst enthielt die Platte also Aufnahmen von drei der besten Gitarristen der Rockgeschichte.
Auch musikalisch bot Stephen Stills dem Hörer ein breites Spektrum an hochwertiger Musik: Von der Folk-Rock-Hippie-Nummer Love the One You're With über den Gospel-Song Church (Part of Someone), den akustischen Südstaaten-Blues Black Queen, das elektrische Blues-Stück Go Back Home und die Ballade To A Flame bis zur Rocknummer Old Times Good Times. Alle Songs sind Original-Kompositionen von Stephen Stills, der auch alle Texte geschrieben hat. Die Stücke Love the One You're With und Black Queen gehören noch heute zu den populärsten Stills-Titeln und sind bei Live-Auftritten noch immer im Repertoire. Von Black Queen gibt es keine eigentliche Studioversion: Auch auf dem Album ist es in einer Live-Aufnahme zu hören, einzig die 2007 auf seiner Platte Just Roll Tape – April 26th, 1968 veröffentlichte Demo-Version könnte man als Studio-Aufnahme bezeichnen.
Love The One You're With wurde vielfach gecovert, u. a. von den Isley Brothers, die mit ihrer Gospel-Version des Liedes 1971 bis auf Platz 18 der US-Charts kamen, Aretha Franklin, die den Titel 1971 als Soul-Stück live aufnahm, der britischen Pop-Gruppe Bucks Fizz, denen ihre Pop-Version zu Platz 47 in den britischen Charts gereichte, und zuletzt 2006 von dem britischen Jazz-Musiker Denis Rollins auf dessen Album Big Night Out!. Schon an diesen äußerst unterschiedlichen Interpreten zeigt sich die musikalische Reichweite des Stückes, das bis heute kaum an Attraktivität verloren hat. Weitere Interpretationen des Liedes gibt es auch von Joe Cocker, den Les Humphries Singers, Engelbert den Supremes zusammen mit den Four Tops und Crosby, Stills, Nash (& Young).
Die Titelzeile Love the One You're With hatte Stills angeblich – und mit dessen Einwilligung – von Billy Preston übernommen.
An den Erfolg seines Solo-Debüts konnte Stephen Stills als Solo-Künstler nie wieder anknüpfen. Sein Debüt-Album ist gleichzeitig sein meistverkauftes und wird noch immer bei Atlantic Records aufgelegt.

## Titelliste
Alle Titel wurden geschrieben und getextet von Stephen Stills.
1. Love the One You're With – 3:04
2. Do for the Others – 2:52
3. Church (Part of Someone) – 4:05
4. Old Times Good Times – 3:39
5. Go Back Home – 5:54
6. Sit Yourself Down – 3:05
7. To a Flame – 3:08
8. Black Queen – 5:26
9. Cherokee – 3:23
10. We Are Not Helpless – 4:20

## Besetzung und Instrumente
- Stephen Stills – Gesang, Gitarre, Bass, Piano, Orgel, Steel Drum, Percussion
- Calvin „Fuzzy“ Samuels – Bass
- Dallas Taylor – Schlagzeug
- Conrad Isedor – Schlagzeug
- Ringo Starr (als „Richie“) – Schlagzeug
- Johnny Barbata – Schlagzeug
- Jeff Whittaker – Congas
- Jimi Hendrix – Gitarre (Titel 4)
- Eric Clapton – Gitarre (Titel 5)
- Booker T. Jones – Orgel, Gesang
- Sidney George – Flöte, Alt-Saxophon
- David Crosby – Gesang
- Graham Nash – Gesang
- John Sebastian – Gesang
- Rita Coolidge – Gesang
- Priscilla Jones – Gesang
- Claudia Lanier – Gesang
- Cass Elliot – Gesang
- Liza Strike – Gesang
- Judith Powell – Gesang
- Larry Steele – Gesang
- Tony Wilson – Gesang
- Sherlie Matthews – Chor, Gesang

Bläser arrangiert von Stephen Stills; Streicher arrangiert von Stephen Stills und Arif Mardin.